# 坂野公一
坂野 公一（さかの こういち、1970年7月24日 - ）は日本のグラフィックデザイナー、装幀家、welle design（ヴェレデザイン）株式会社代表。

## 経歴・人物
神戸市に生まれ、西宮市で育つ。
1993年、神戸芸術工科大学芸術工学部視覚情報デザイン学科卒業
。在学中、杉浦康平の指導を受ける。
同年、ソニー株式会社に入社、製品マニュアルを制作するドキュメントデザインセンターに配属となり、エディトリアルデザインを担当する

。
1996年、同社を退社、グラフィックデザイナーの杉浦康平に師事し、氏が代表を務める杉浦康平プラスアイズに入社、書籍の装幀デザインを学ぶ。
2003年、同社を退社。独立し、welle design株式会社を設立。
書籍装幀、ブックデザイン、エディトリアルデザインの全般を手がけ、主に文芸書の装幀で活躍している。
一般社団法人日本推理作家協会会員。趣味はテレビ・映画観賞で、特撮ものやアニメーションを好む。

### 独立後
独立後に初めて手がけたのは、京極夏彦『豆腐小僧双六道中 ふりだし』（講談社）だった。
その後、2003年11月に死去したブックデザイナーの辰巳四郎の仕事を引き継ぐ形で、文芸書、中でもミステリ作品を中心に装幀を担当するようになる。

## 主な装幀作品
- 京極夏彦『豆腐小僧双六道中 ふりだし』（講談社）[2]
- 森博嗣『Φは壊れたね』（講談社ノベルス）[6]
- 三津田信三『蛇棺葬』（講談社文庫）[7]
- 島田荘司『リベルタスの寓話』（講談社）[1]
- 斉木香津『幻霙』（双葉社）[8]
- 道尾秀介『ラットマン』（光文社）[1]
- 麻見和史『石の繭 警視庁殺人分析班』（講談社文庫）[8]
- 綾辻行人『新装改訂版 十角館の殺人』（講談社文庫）[9]
- 前川裕『クリーピー』『アトロシティー』『アパリション』（光文社）[8]
- 水木しげる『水木しげる漫画大全集』（講談社）[10]